# Кентон-Вейл (Кентуккі)
Кентон-Вейл (англ. Kenton Vale) — місто (англ. city) в США, в окрузі Кентон штату Кентуккі. Населення — 105 осіб (2020).

## Географія
Кентон-Вейл розташований за координатами 39°3′5″ пн. ш. 84°31′12″ зх. д. / 39.05139° пн. ш. 84.52000° зх. д. (39.051378, -84.519869).  За даними Бюро перепису населення США в 2010 році місто мало площу 0,14 км², уся площа — суходіл.

## Демографія
Згідно з переписом 2010 року, у місті мешкало 110 осіб у 45 домогосподарствах у складі 30 родин. Густота населення становила 796 осіб/км².  Було 51 помешкання (369/км²).
Расовий склад населення:
| - 92,7 % — білих - 0,9 % — корінних американців - 5,5 % — осіб інших рас |

До двох чи більше рас належало 0,9 %. Частка іспаномовних становила 7,3 % від усіх жителів.
За віковим діапазоном населення розподілялося таким чином: 14,5 % — особи молодші 18 років, 66,4 % — особи у віці 18—64 років, 19,1 % — особи у віці 65 років та старші. Медіана віку мешканця становила 45,0 року. На 100 осіб жіночої статі у місті припадало 89,7 чоловіків;  на 100 жінок у віці від 18 років та старших — 91,8 чоловіків також старших 18 років.
Середній дохід на одне домашнє господарство  становив 44 733 долари США (медіана — 35 938), а середній дохід на одну сім'ю — 51 574 долари (медіана — 41 250). За межею бідності перебувало 15,1 % осіб, у тому числі 0,0 % дітей у віці до 18 років та 18,8 % осіб у віці 65 років та старших.
Цивільне працевлаштоване населення становило 39 осіб. Основні галузі зайнятості: освіта, охорона здоров'я та соціальна допомога — 23,1 %, науковці, спеціалісти, менеджери — 12,8 %, виробництво — 12,8 %.